# Ducat d'Osuna
El ducat d'Osuna és un títol nobiliari espanyol amb Grandesa d'Espanya de primera classe. Va ser creat el 5 d'octubre de 1562 per Felip II de Castella i atorgat al V comte d'Ureña, Pedro Téllez-Girón y de la Cueva, que era senyor de la ciutat andalusa d'Osuna. L'actual titular és Ángela María Solís-Beaumont y Téllez-Girón.

## Història
El ducat va tenir el seu centre en la ciutat d'Osuna. En origen, Pedro Girón, mestre de l'orde de Calatrava des de 1445 i favorit d'Enric IV de Castella, va rebre d'aquest monarca diverses viles i llogarrets. El 22 de març de 1474 permuta amb el seu germà, el marquès de Villena, algunes de les viles obtingudes per altres llocs, entre els quals Osuna, que pertanyia a l'orde de Calatrava des de 1264 per concessió d'Alfons X de Castella. La senyoria d'Osuna va ser elevada a ducat el 5 de febrer de 1562 per Felip II de Castella, essent el titular Pedro Téllez-Girón, comte d'Ureña i senyor de la ciutat d'Osuna, que va ser també notari major, ambaixador a Lisboa i virrei a Nàpols. Des d'aquell moment, Osuna es va convertir en el centre de l'estat senyorial dels Téllez-Girón i en una vila ducal que amb els anys va ser embellida. A més, el títol va obtenir la Grandesa d'Espanya de primera classe i antiguitat subrogant-la del comtat d'Ureña, títol creat per Enric IV el 1469 i que havia estat reconegut i distingit per Carles I de Castella el 1520.
Els primers ducs d'Osuna van mantenir la seva residència als seus estats, i van transformar la seva capital, però eventualment van instal·lar-se a Madrid quan s'hi va traslladar la cort. Els Osuna van incorporar altres títols, el 1771 obtenen els títols d'Arcos, Béjar, Benavente i Gandia pel matrimoni del novè duc amb María Josefa Alfonso Pimentel. Després, arran de la resolució d'un plet successori, el 1836 l'onzè duc, Pedro de Alcántara Téllez-Girón, incorpora els títol de duc de Medina de Rioseco, i el títol i el patrimoni del ducat d'El Infantado, a causa de la mort sense successió del darrer titular.
A finals de segle XIX la casa va fer fallida, Mariano Téllez-Girón va dilapidar la fortuna, i a la seva mort el 1882 els successors van haver de desprendre's de propietats i es va formar una comissió executiva d'obligacionistes que va decomissar els béns de la família, inclòs l'arxiu, per sentència de 1894. Amb ell també s'extingí la línia major i va succeir-lo el seu cosí germà, Pedro de Alcántara Téllez-Girón y Fernández de Santillán per Reial Carta de 27 de desembre de 1882. Segons els estatuts originals del majorat fundat vinculat al ducat, la successió era agnatícia sense excepcions. Tanmateix, el 1931 el ducat i altres títols van passar a Ángela María Téllez-Girón y Estrada, i més endavant a la seva filla, l'actual titular.

## Titulars
| Núm. | Titular                                      | Període   | Relació        | Ref.  |
| ---- | -------------------------------------------- | --------- | -------------- | ----- |
| 1    | Pedro Téllez-Girón y de la Cueva             | 1562-1590 | Primer titular | [ 2 ] |
| 2    | Juan Téllez-Girón y Guzmán                   | 1590-1600 | Fill           | [ 2 ] |
| 3    | Pedro Téllez-Girón y Velasco                 | 1600-1624 | Fill           | [ 2 ] |
| 4    | Juan Téllez-Girón y Enríquez de Ribera       | 1624-1656 | Fill           | [ 2 ] |
| 5    | Gaspar Téllez-Girón y Gómez de Sandoval      | 1656-1694 | Fill           | [ 2 ] |
| 6    | Francisco de Paula Téllez-Girón y Benavides  | 1694-1716 | Fill           | [ 2 ] |
| 7    | José María Téllez-Girón y Benavides          | 1716-1733 | Germà          | [ 2 ] |
| 8    | Pedro Zoilo Téllez-Girón y Pérez de Guzmán   | 1733-1787 | Fill           | [ 2 ] |
| 9    | Pedro de Alcántara Téllez-Girón y Pacheco    | 1787-1807 | Fill           | [ 2 ] |
| 10   | Francisco de Borja Téllez-Girón y Pimentel   | 1807-1820 | Fill           | [ 2 ] |
| 11   | Pedro de Alcántara Téllez-Girón y Beaufort   | 1820-1845 | Fill           | [ 2 ] |
| 12   | Mariano Téllez-Girón y Beaufort              | 1845-1882 | Germà          | [ 2 ] |
| 13   | Pedro Téllez-Girón y Fernández de Santillán  | 1882-1902 | Cosí           | [ 2 ] |
| 14   | Luis Téllez-Girón y Fernández de Córdoba     | 1902-1909 | Besnebot       | [ 2 ] |
| 15   | Mariano Téllez-Girón y Fernández de Córdoba  | 1909-1931 | Germà          | [ 2 ] |
| 16   | Ángela María Téllez-Girón y Duque de Estrada | 1931-2016 | Filla          | [ 2 ] |
| 17   | Ángela María Solís-Beaumont y Téllez-Girón   | 2016-Avui | Filla          | [ 2 ] |